# Crocidophora tienmushana
Crocidophora tienmushana là một loài bướm đêm trong họ Crambidae.